# Литцендорф
Литцендорф (нем. Litzendorf) — община в Германии, в земле Бавария. 
Подчиняется административному округу Верхняя Франкония. Входит в состав района Бамберг. Население составляет 6005 человек (на 31 декабря 2010 года). Занимает площадь 25,85 км².

## География
Община подразделяется на 8 сельских округов.

### Внутренне деление
|  |  | Kunigundenruh | 2     |
|  |  | Litzendorf    | 1 492 |
|  |  | Lohndorf      | 385   |
|  |  | Melkendorf    | 757   |
|  |  | Naisa         | 747   |
|  |  | Pödeldorf     | 1 753 |
|  |  | Schammelsdorf | 784   |
|  |  | Tiefenellern  | 210   |

В Литцендорфе берёт начало небольшая река Грюндлайнсбах — один из притоков Майна.

## Население
По оценке на 31 декабря 2015 года население общины составляет 6055 чел.
| Дата      | 1840 | 1871 | 1900 | 1925 | 1939 | 1950 | 1961 | 1970 | 1987 | 2011 |
| --------- | ---- | ---- | ---- | ---- | ---- | ---- | ---- | ---- | ---- | ---- |
| Население | 1854 | 2002 | 1912 | 2127 | 2188 | 3013 | 2900 | 3507 | 4825 | 6020 |

| Год       | 1960 | 1970 | 1980 | 1990 | 2000 | 2009 | 2010 | 2011 | 2012 | 2013 | 2014 | 2015 |
| --------- | ---- | ---- | ---- | ---- | ---- | ---- | ---- | ---- | ---- | ---- | ---- | ---- |
| Население | 2813 | 3533 | 4468 | 5238 | 5974 | 6015 | 6005 | 6019 | 6004 | 6057 | 6089 | 6055 |